# Lemaireia
Genre
Le genre Lemaireia regroupe des papillons appartenant à la famille des Saturniidae.

## Première publication
Nässig W.A. & Holloway J.D., On the systematic position of Syntherata loepoides Butler and its allies (Lep., Saturniidae), Heterocera Sumatrana 2 (6): 115–127 (1988)